# Migdolus
Migdolus is een geslacht van kevers uit de familie Vesperidae. De wetenschappelijke naam van het geslacht werd in 1863 gepubliceerd door John Obadiah Westwood.

## Soorten
- Migdolus brachypterus Lane, 1972
- Migdolus clypeatus Dias, 1984
- Migdolus cuyabanus Lane, 1937
- Migdolus exul (Lameere, 1915)
- Migdolus fryanus Westwood, 1863
- Migdolus goyanus Dias, 1984
- Migdolus morretesi Lane, 1937
- Migdolus punctatus Lane, 1937
- Migdolus spitzi Lane, 1937
- Migdolus thulanus (Lameere, 1902)